# Mycale anisochela
Mycale anisochela är en svampdjursart som beskrevs av Claude Lévi 1963. Mycale anisochela ingår i släktet Mycale och familjen Mycalidae. Inga underarter finns listade i Catalogue of Life.